# أتربي أبو العز

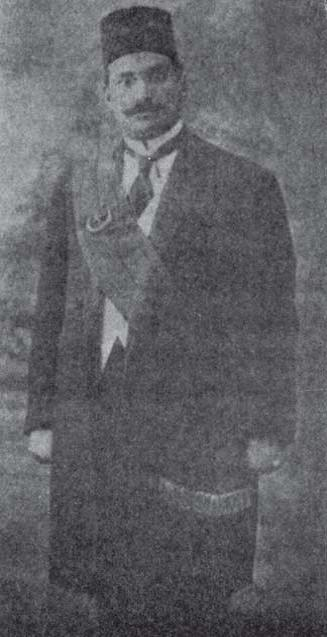
أتربي أبو العز

أَترِبي باشا أبو العز (15 أكتوبر 1891 ـ 1955) هو قاضٍ مصري، كان رئيسًا لمحكمة الاستئناف الأهلية.

## مولده وتعليمه
ولد أبو العز في رأس الخليج قرب دمياط (تتبع مركز شربين بمحافظة الدقهلية حاليًا) في 12 ربيع الأول سنة 1309 هـ (15 أكتوبر 1891 م)، وتلقى تعليمه الابتدائي والثانوي بمصر، ثم أرسله أبوه إلى فرنسا في يوليو سنة 1901، حيث التحق بكلية مونبلييه ليدرس القانون.

## عمله بالنيابة
عقب تخرج أبي العز عمل بالمحاماة أمام المحاكم المختلطة بالإسكندرية عامين وبضعة أشهر، ثم عُين مساعدًا للنيابة بمحكمة الزقازيق الكلية الأهلية في 15 مارس 1904، ثم نُقل إلى نيابة المنصورة الجزئية، ثم عاد إلى نيابة الزقازيق الكلية سنة 1907، حيث ترقى إلى درجة وكيل نيابة، وعُين في 14 أكتوبر 1908 وكيلًا لنيابة الزقازيق الجزئية، ثم نُقل وكيلًا لنيابة السنبلاوين.

## عمله بالقضاء
كان أول عهد إبي العز بالقضاء عمله قاضيًا من الدرجة الرابعة بمحكمة قنا الكلية، ثم قاضيًا للتحضير بالمحكمة ذاتها في مارس 1910، تطبيقًا لقانون قاضي التحضير، الذي كان قد وُضع حديثًا. وفي 24 ديسمبر 1910 نُقل أبو العز قاضيًا بحكمة الإسكندرية، ونُدب قاضيًا لمحكمة دمنهور، حيث ظل بها حتى يوم 5 ديسمبر 1911، ومنها إلى محكمة الإسكندرية، ثم نُدب سنة 1912 قاضيًا بمحكمة منيا البصل الجزئية، ثم نُقل في 15 فبراير 1913 إلى محكمة المنشية، وظل فيها إلى 29 مايو 1914، قبل أن يُرقى إلى الدرجة الثالثة ويُنقل إلى دائرة محكمة المنصورة، ثم يُندب قاضيًا بمحكمة ميت غمر الجزئية، ليعود ثانية إلى دائرة محكمة الإسكندرية بمرسوم ملكي صدر في 12 نوفمبر 1917، ويُنتدب بمحكمة دمنهور الأهلية للمرة الثانية.
وفي 29 نوفمبر 1919 نُدب أبو العز قاضيًا للإحالة بمحكمة الإسكندرية، وفي 21 يوليو 1920 عُين وكيلًا للنائب العمومي من الدرجة الأولى ونائبًا لنيابة دمنهور، وفي سبتمبر 1921 عُين وكيلًا لقسم قضايا وزارة الأوقاف، فترك القضاء، ثم عُين مديرًا لقسم الإيرادات بوزارة الأوقاف.
ثم طلب أبو العز أن يعود إلى القضاء فصدر المرسوم الملكي في 24 ديسمبر 1923 بتعيينه رئيسًا للنيابة العمومية لدى المحاكم الأهلية، ثم أصدر الملك فؤاد الأول أمرًا بتعيينه أمينًا ثانيًا له، لكنه لم يلبث أن عاد إلى القضاء بمرسوم ملكي صدر في ديسمبر 1924، فعمل وكيلًا لمحكمة الإسكندرية الأهلية، قبل أن يُنقل رئيسًا لمحكمة مصر في أبريل 1925، ثم يُرقي مستشارًا بمحكمة الاستئناف الأهلية في أكتوبر 1925.
حصل أبو العز على رتبة الباشوية في 15 فبراير 1937، وكان أثناء ذلك رئيسًا لمحكمة الاستئناف الأهلية.

## من مؤلفاته
- الدر المنتخب في تاريخ المصريين والعرب (في ثلاثة أجزاء، نُشر أولها سنة 1894)[1]
- نبذة عن الصين (ألفه بمعاونة أحد أصدقائه)[1]
- مقالات في السياحة والتاريخ في مجلة الموسوعات وجريدة المؤيد.[1][2]

## وفاته
توفي أتربي أبو العز باشا بالقاهرة سنة 1955.